# Onesia hederacea
Onesia hederacea är en tvåvingeart som först beskrevs av Geoffroy 1785.  Onesia hederacea ingår i släktet Onesia och familjen spyflugor.
Artens utbredningsområde är Frankrike. Inga underarter finns listade i Catalogue of Life.